# Irina Crasnoscioc
Irina Crasnoscioc, coniugata Michajlova (Kišinev, 13 agosto 1981), è un'ex cestista moldava con cittadinanza russa.

## Carriera
Con la Moldavia ha disputato i Campionati europei del 1997.